# آیسیر محمد الزلبانی
آیسیر محمد الزلبانی (انگلیسی: Aysir Mohamed El-Zalabani؛ زادهٔ ۱ اوت ۱۹۴۷) بازیکن والیبال اهل مصر بود.